# Maierà
Maierà är en ort och kommun i provinsen Cosenza i regionen Kalabrien i Italien. Kommunen hade 1 219 invånare (2018).